# 無我
無我，佛教術語，指對於我的否定，為佛教根本思想之一。這個名詞有二方面的意思，一方面，它可以解釋為，沒有我，我不存在，大乘佛教又稱我空；另一方面，則可解釋為，這不是我，即釋義為非我。這兩種含義間的爭論，成為佛教各宗派間的重要課題。

否定世界上有物质性的实在自体（即所谓“我”）的存在，有两类：
1. 人无我，是说人身不外是色（形质）、受（感觉）、想（观念）、行（行动）、识（意识）五类，即五蕴结合而成，没有常恒自在的主体。
2. 法无我，大乘佛教还认为色、受等五蘊之法，亦是由种种因缘和合而生，不断变迁，也无常恒坚实的自体。

无我可以简称我既不存在，可我也在。
以字面分析——无乃是一切都是空，既没有的意思
以字面分析——我乃是自身也代表自己
综合性分析——无我，也许有，也许没有，为何有无我，为何出现无我，为何没有无我，为何出现无我。
諸法無我，無主宰性，不能獨立生起任何一個法；悟一法通萬法，任何一個法自己不能單一獨立成為自己；故諸法沒有主宰，也不能獨立生。

## 學術研究
學者平川彰等人認為，《阿含經》中的無我論實為非我論，並非為了批駁吠陀教的《奧義書》傳統中的梵我之概念 。印順法師與今西順吉則認為 佛教的無我論確實是對耆那教或婆羅門教教義中的命我或神我之概念的批駁。
自原始佛教出現之日起，佛教為與婆羅門教抗衡而確立了「無我」說，但各宗派都需要為輪迴做出適當解釋。

## 外部連結
- Nirvana Sutra （页面存档备份，存于）, Kosho Yamamoto's English translation of the Mahāyāna Mahāparinirvāṇa Sūtra